# Cazeneuve-Montaut
Cazeneuve-Montaut es una comuna francesa situada en el departamento de Alto Garona, en la región de Occitania.

## Demografía
| 97 | 71 | 56 | 54 | 58 | 54 | 79 |
| Para los censos de 1962 a 1999 la población legal corresponde a la población sin duplicidades (Fuente: INSEE [Consultar]) |    |    |    |    |    |    |